# Clodt von Jürgensburg
Clodt von Jürgensburg var en baltisk och svensk adelsätt, med ursprung i Westfalen vid övergången mellan 1300- och 1400-talet. Släkten Clodt von Jürgensburg anses härstamma från Johan von Clodt till Nortelen i Westfalen. Ryssen Georgi Clodt har framfört teorin att släktens namn kommer från det romerska namnet Claudius och kommit med den romerska armén från Lombardiet till den romerska kolonin Colonia Claudia Ara Agrippinensium, nuvarande Köln.

## I Baltikum
Johan Clodts son, Rolef Clodt flyttade till Reval 1515, hans son var Joducus (Jost) Clodt von Jürgensburg (död 1572), vilken som syndikus i Reval arbetade för att staden skulle bli danskt protektorat. Denne fick 1561 godset Jürgensburg i Livland i donation av Tyska orden.

## Friherrliga ätten Clodt
Johan Adolf Clodt von Jürgensburg (1658-1720) upphöjdes i sin frånvaro till friherrligt stånd 15 februari 1714 av Karl XII och introducerades 1719 på Stockholms riddarhus med namnet Clodt under numret 126, senare under namnet Clodt von Jürgensburg med numren 53 och 17 på riddarhusen i Riga och Reval. Ätten Clodt dog ut i Sverige med sonsonen Bernt Johan (1726–1771). I Estland fortlevde den, och till denna gren hörde flera kända konstnärer, bland andra den ryske skulptören Peter Clodt von Jürgensburg.

## Medlemmar i urval
- Jost Clodt von Jürgensburg (död 1572)
  - Stefan Clodt von Jürgensburg
    - Jost Clodt von Jürgensburg (död 1621), överste fältvaktmästaren i svensk tjänst 
      - Gustav Adolf Clodt von Jürgensburg (1621-1681), marskalk i Livland
        - Carl Gustaf Clodt von Jürgensburg. (1654-1723), överste, efter den svenska tiden lantråd i Livland
        - Johan Adolf Clodt von Jürgensburg (1658-1720), general i svensk tjänst, stamfar för ättens enda nu fortlevande gren

### Nu fortlevande gren
- Johan Adolf Clodt von Jürgensburg (1658-1720)
  - Christian Benedikt Clodt von Jürgensburg (1690-1734), major i svenska armén
  - Gustaf Adolph Clodt von Jürgensburg (1692-1738), kapten i svenska armén
    - Bernt Johan Clodt von Jürgensburg (1726-1771), kapten, siste medlem av ätten i Sverige
    - Johan Adolph Clodt von Jürgensburg (1727-1803), löjtnant, återflyttad till Livland

  - Carl Wilhelm Clodt von Jürgensburg (1707-40), kapten, stamfar för nu levande ätt 
    - Adolf Fredrik Clodt von Jürgensburg (1738-1806), löjtnant
      - Karl (Karl-Gustav) Clodt von Jürgensburg (1765–1822), generalmajor
        - Vladimir Karlovitj Clodt von Jürgensburg (1803–87), matematiker
        - Peter Karlovitj Clodt von Jürgensburg, (1805-67) skulptör
          - Michail Petrovitj Clodt von Jürgensburg (1835–1914), målare
          - Vera Petrovna Clodt von Jürgensburg (född 1844), gift med Alexander Clodt von Jürgensburg (1840-72)

        - Konstantin Karlovitj Clodt von Jürgensburg (1807–79) general och gravör, son till Karl
          - Michail Konstantinovitj Clodt von Jürgensburg (1832–1902), målare
          - Elisabeth Järnefelt (1839-1929), mor till Arvid Järnefelt, Eero Järnefelt, Armas Järnefelt och Aino Sibelius
          - Alexander Clodt von Jürgensburg (1840-72), major, gift med Vera Petrovna Clodt von Jürgensburg (född 1844)
            - Nikolaj Alexandrovitj Clodt von Jürgensburg (1865-1918), målare, teaterdekoratör
            - Eugenij Alexandrovitj Clodt von Jürgensburg (1867-1934), målare och konsthantverkslärare
              - Alexander Clodt von Jürgensburg (1894-?)
                - Georgij Clodt von Jürgensburg (1923-1994), konstnär, författare
                  - Eugene Georgivitj Clodt von Jürgensburg (1950-2012), konstnär, bokformgivare och grafiker, författare

            - Konstantin Alexandrovitj Clodt von Jürgensburg (1868-1928), skulptör

          - Olga Clodt von Jürgensburg (1856-omkring 1942), målare

    - Gustaf Nils Clodt von Jürgensburg (1712-1770), major, förvärvade genom gifte Yxtaholm i Södermanland